# 鳥部
鳥部（）は、漢字を部首により分類したグループの一つ。
康熙字典214部首では196番目に置かれる（11画の2番目、亥集の10番目）。

## 概要
「鳥」字は鳥類の総称として用いられる。
『説文解字』によると、「隹」が尾が短い鳥であるのに対して、「鳥」は尾の長い鳥を意味するという。
その字形は鳥を側面から見た形に象っており、突き出した喙のある頭と翼と2本の脚がある胴体の形である。
偏旁の意符としては鳥類に関することを示す。その大部分は鳥の名称を表す字が多いが、中には鳥の動作・行為を表す字もある。
鳥部はこのような意符を構成要素に持つ漢字を収める。
構成としては「鳩」「鶴」「鶉」などの旁、あるいは「鶯」「鷹」「鷲」などの脚が多くを占めるが、他に「鴃」などの偏、「鳧」などの冠など多様な形を取るのが特徴である。
中国の簡体字では「⻦」と省略する。

## 部首の通称
- 日本：とり、とりへん、ことり
- 中国：鳥字旁・鳥字底
- 韓国：새조부（sae jo bu、とりの鳥部）
- 英米：Radical bird

## 部首字
鳥
- 中古音
  - 広韻 - 都了切、篠韻、上声（『字彙』尼了切）
  - 詩韻 - 篠韻、上声
  - 三十六字母 - 端母
- 現代音
  - 普通話 - ピンイン：niǎo 注音：ㄋㄧㄠˇ ウェード式：niao3
  - 広東語 - Jyutping:niu5 イェール式:niu5
- 日本語 - 音：チョウ（テウ）（漢音・呉音） 訓：とり
- 朝鮮語 - 音：조(jo) 訓：새（sae、とり）

甲骨文
小篆

## 例字
- 鳥・鳴・鶏・鶴・鳳
  - 烏→火部、梟→木部